# Crisis de Huawei

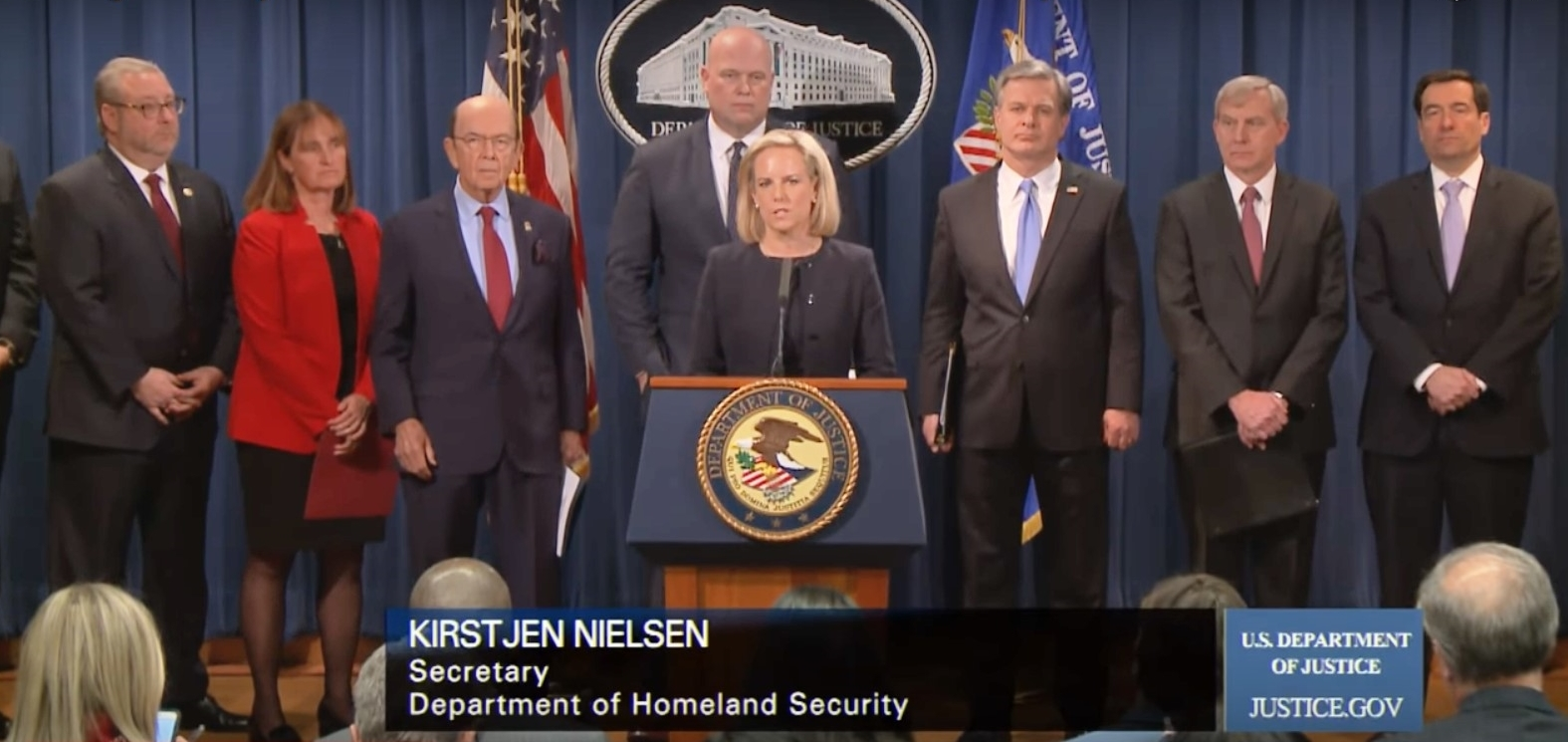
Kirstjen Nielsen, secretario de Seguridad Nacional de los EE. UU., el procurador general Interino Matthew Whitaker, el secretario de Comercio Wilbur Ross y el director del FBI Christopher Wray en 2019 anuncian 23 cargos criminales contra Huawei y Meng Wanzhou

La Crisis de Huawei se deriva de un conflicto de carácter político-comercial iniciado a principios de 2018 y actualmente vigente, en el que el gobierno de Estados Unidos acusa a la empresa china Huawei de espionaje y ciberespionaje utilizando su infraestructura y tecnologías para obtener acceso a secretos industriales, datos de los usuarios y otra información confidencial de varios países que serían divulgadas al gobierno chino. Actualmente estos señalamientos no han sido probados por el acusador, no obstante algunas leyes gubernamentales de la República Popular China exigen a las empresas brindar asistencia con el trabajo relacionado con la seguridad del Estado, lo que podría explicar parcialmente los motivos señalados por el gobierno de Estados Unidos para imponer bloqueos comerciales a la empresa.
Desde 2019, el gobierno de Estados Unidos encabezado en ese entonces por Donald Trump inició un boicot internacional, recomendando, advirtiendo y algunas veces amenazando a diversos países de Europa y Oceanía principalmente, a cortar cualquier vínculo comercial con la empresa china.
Este conflicto tuvo algunas repercusiones de gran alcance, por ejemplo el 1 de diciembre de 2018, cuando Meng Wanzhou, directora ejecutiva y heredera de Huawei fue arrestada en Vancouver, Canadá bajo cargos por presunto fraude, conspiración y usurpación, y en mayo de 2019 cuando el gobierno de Estados Unidos incluyó en su lista de entidades (Entity List) a la empresa china con el argumento de preservar la seguridad nacional estadounidense, lo que propició principalmente, que empresas norteamericanas como Google y Microsoft se vieran obligadas a cortar vínculos comerciales con Huawei, y a su vez provocando pérdidas económicas para la empresa china.

## Inicio y desarrollo
A finales de 2017 Huawei alcanzó un acuerdo con AT&T para la venta y distribución de sus teléfonos inteligentes en Estados Unidos encabezados por el terminal Huawei Mate 10 Pro. Sin embargo el 16 de enero de 2018 la empresa estadounidense anunció el cese abrupto de las negociaciones con Huawei debido a acusaciones por parte del Congreso de los Estados Unidos de presunto espionaje y robo de información de la empresa de telecomunicaciones que, a su vez, entregaría al gobierno de China, Hasta el momento estas acusaciones no han podido ser demostradas, pero los vínculos estrechos entre las empresas locales y el gobierno chino también han alimentado estas preocupaciones.
Durante todo 2018 Estados Unidos fue recurrente en señalar prácticas de espionaje y robo de información de parte de Huawei, acusaciones a las que se sumaron la Unión Europea y puso a países como Corea del Sur, Japón, Alemania y Bélgica a revisar minuciosamente el comportamiento de la empresa y las tecnologías que utilizan dentro de sus territorios.

## Bloqueo de las operaciones de Huawei en diversos países
Algunos países alrededor del mundo iniciaron un proceso de bloqueo y restricción de utilización de las redes y tecnologías de Huawei. Estas restricciones fueron principalmente operativas, no así para la comercialización de sus teléfonos inteligentes, a excepción de Estados Unidos.
Australia y Nueva Zelanda prohibieron la utilización de las tecnologías de Huawei para el despliegue, operación y explotación de la red 5G en sus territorios.
La firma de telecomunicaciones británica British Telecom bloqueó los dispositivos de Huawei de su infraestructura en las redes 3G y 4G y descartó su uso para la 5G el 5 de diciembre de 2018

## Arresto de la directora ejecutiva y heredera de Huawei
El 1 de diciembre de 2018 la directora ejecutiva Meng Wanzhou fue arrestada en Vancouver, Canadá por cargos de fraude, conspiración y usurpación.
El 7 de diciembre se celebró una audiencia en contra de Meng en esta ciudad en la que se reveló que habría mentido a los bancos sobre el uso de una de las subsidiarias de Huawei de nombre Skycom, que intentó vender equipo informático de Hewlett-Packard a un operador de telefonía móvil iraní, violando de esta manera las sanciones comerciales impuestas por el gobierno de Estados Unidos al país islámico. También se reveló que la ejecutiva poseía siete pasaportes de China y de la región administrativa de Hong Kong y que los habría utilizado en los últimos once años.
Horas después el gobierno de Estados Unidos solicitó la extradición de Meng para ser enjuiciada y en caso de resultar culpable, enfrentarse a una condena de hasta 30 años de prisión.
El 8 de diciembre, China calificó el acto como «extremadamente serio» y exigió al gobierno canadiense la inmediata liberación de Meng y advirtió de «consecuencias graves» en caso de desacatar la petición.
En estos momentos, Meng se encuentra en libertad condicional en Vancouver y está viviendo con su familia en una mansión de la familia en esa ciudad. En abril de 2021 un tribunal canadiense decidió aplazar la causa final de la extradición a Estados Unidos para estudiar una nueva documentación.
En julio de 2021 Huawei ha acusado a Estados Unidos de mentir a Canadá para que detuviera a Meng Wanzhou. Para ello, señala que una información interna del banco HSBC que demostraría la supuesta falsedad de esas acusaciones.

## Inclusión de Huawei en laEntity List(Lista de entidades oLista negra) de Estados Unidos
El 16 de mayo de 2019, el gobierno de Estados Unidos incluyó a 46 empresas chinas, entre ellas Huawei en su Lista de entidades provocando un veto comercial general, lo cual significó el cese inmediato de las relaciones de estas empresas chinas con cualquier empresa estadounidense. Las principales repercusiones inmediatas en lo que a Huawei se refiere fueron la pérdida de la empresa china a las licencias oficiales del sistema operativo Android de Google y Windows de Microsoft, la suspensión total de actualizaciones de software de cualquier tipo a cualquier dispositivo móvil de la marca Huawei y la prohibición de utilizar los servicios móviles de Google en los mismos, indispensables para que los usuarios puedan utilizar sus dispositivos con cotidianidad.
Lo anterior desencadenó un pánico generalizado entre los usuarios de todo el mundo, quienes temieron que sus celulares de la marca Huawei quedaran inservibles. Inmediatamente la empresa china se vio afectada en ventas en los días y meses posteriores a pesar de que intentó en días posteriores al bloqueo calmar a sus usuarios, asegurándoles que sus dispositivos y los que se siguieran comercializando hasta ese momento contarán con actualizaciones de software para el sistema y las aplicaciones.[cita requerida]
No obstante, durante los días posteriores al veto comercial impuesto por Estados Unidos a la empresa china, bastantes empresas de tecnología y telecomunicaciones, así como organizaciones no solo estadounidenses sino también europeas, prosiguieron a terminar relaciones comerciales con Huawei, tales como Facebook, Intel, Qualcomm, Wi-Fi Alliance, ARM, etc.
A pesar de esta situación, las relaciones con la marca china paulatinamente se fueron restaurando al darse a conocer, por ejemplo, que la Wi-Fi Alliance no ponía en riesgo la seguridad nacional estadounidense, razón principal por la que el gobierno norteamericano había vetado a Huawei, o que la fabricadora de chips procesadores ARM no es estadounidense sino británica.

### Prórrogas al inicio del veto comercial
Para tratar de mitigar las afectaciones principalmente a las empresas de tecnología y telecomunicaciones de Estados Unidos, el gobierno norteamericano concedió prórrogas trimestrales para que las empresas estadounidenses mantengan sus relaciones comerciales con Huawei, Sin embargo estas prórrogas no consideran algunos puntos importantes, como que la empresa china recupere el acceso a principalmente a los servicios de Google (Google Maps, YouTube, Gmail, Google Drive, Google Play, licencias oficiales del sistema operativo Android, etc.), indispensables para la comercialización de sus dispositivos móviles; los beneficiarios de estas prórrogas en primera instancia fueron las operadoras de telecomunicaciones estadounidenses que prestan sus servicios a las zonas rurales del país, quienes debido al bajo costo al que Huawei ofrece sus soluciones de comunicación tienen casi toda su infraestructura construida con tecnología e ingeniería del fabricante chino, lo anterior en espera de que dichas empresas estén en posibilidades financieras de reemplazar la infraestructura de Huawei por la de otra empresa no afectada por el veto comercial.
La última prórroga concedida por Estados Unidos venció el 13 de agosto de 2020, a partir de esa fecha entran en vigor las restricciones comerciales de Huawei con cualquier empresa norteamericana.[cita requerida]

### Respuesta de Huawei
Desde el inicio del veto comercial, Huawei fue muy enfático en señalar que el veto comercial afectaría más a las empresas de Estados Unidos que al fabricante chino, dado que hasta 2019 Huawei era la segunda empresa con mayor número de ventas a nivel mundial de dispositivos móviles con tendencia a desbancar a Samsung del primer lugar mundial en ventas en el corto plazo, así como a la multimillonaria inversión que Huawei hacía año con año en territorio estadounidense con muchas empresas.[cita requerida]
Huawei comenzó el despliegue de una fuerte inversión en un sistema operativo propio que pasó por varios nombres como ArkOS o HongmengOS. Sin embargo más adelante el fabricante chino confirmó que su proyecto lleva por nombre HarmonyOS y que se lanzaría en 2020, Señaló que por el momento no contempla su utilización en sus dispositivos móviles sino en sus televisores inteligentes, además de que su prioridad sería volver a colaborar con Google cuando el gobierno estadounidense lo permita. Por el momento el fabricante comercializa sus dispositivos sin incluir ningún servicio de Google o recurriendo a hardware certificado por la empresa estadounidense antes del veto comercial para poder utilizar dichos servicios.
A principios de 2020 la empresa china comenzó una campaña de marketing para reclutar a desarrolladores de aplicaciones móviles para AppGallery, su tienda de aplicaciones propia para de esta forma depender menos de tecnología estadounidense en el futuro y en caso de que el veto comercial no sea revertido.

## Venta de Honor
En noviembre de 2020, Huawei vende Honor a un conjunto de varias empresas bajo el seudónimo de Shenzhen Zhixin New Information Technology, en una estrategia con la cual la empresa principal busca exentar a Honor de los bloqueos comerciales impuestos por Estados Unidos; no se reveló el monto de la operación, pero se confirmó que con esta operación Honor podría volver a comerciar con empresas norteamericanas.
En junio de 2021 Honor ya como marca independiente de Huawei lanzó sus primeros dispositivos bajo la serie "Honor 50", dichos dispositivos cuentan con tecnología estadounidense, tanto en hardware (procesadores Qualcomm Snapdragon) como en software (servicios de Google, como Play Store), confirmando de esta manera que el veto comercial no impactaba a dicha marca.
Tras lo anterior, sin embargo, algunos legisladores del Gobierno de los Estados Unidos emitieron una denuncia en la cual solicitaron que el consorcio de empresas creada con el fin de exentar a Honor del bloqueo comercial también fuera incluida en la Entity List bajo los argumentos de preservar la seguridad nacional del país; hasta la fecha de redacción de este artículo no ha habido una respuesta ante dicha denuncia.

## 5G y laseguridad nacional
Otro de los temas por el que el gobierno norteamericano mantiene con restricciones a Huawei es la seguridad nacional de Estados Unidos, por lo que tomó algunas medidas puntuales, como excluir a la empresa china del despliegue de redes 5G dentro de su territorio, bajo el argumento de que puede utilizar dicha infraestructura para espiar, alterar o robar información que sería enviada al gobierno y agencias de inteligencia chinos. Dichas acusaciones hasta el momento no han sido probadas por el gobierno de Estados Unidos, no obstante ha sugerido, advertido y en ocasiones amenazando a diversos países de la Unión Europea y de Oceanía principalmente a rechazar el despliegue de las redes 5G de última generación en sus territorios bajo el mismo argumento de que representan una amenaza a la seguridad informática. El éxito de Estados Unidos por presionar a otros países a que rechacen realizar negocios con Huawei ha sido limitado hasta el momento y países como Reino Unido, Alemania, España, Suiza, Canadá o Francia han descartado las advertencias norteamericanas, permitiendo el acceso al fabricante chino a desplegar las redes 5G en sus territorios aunque con algunas condiciones como la revisión exhaustiva de las redes e infraestructura que la empresa china llegue a instalar o no participar en la construcción de toda la infraestructura de sus países para que otras empresas como Ericsson o Nokia también participen. No así por ejemplo Japón, Australia o Nueva Zelanda quienes sí mantienen severas restricciones contra Huawei.

## Consecuencias
Desde el inicio del bloqueo comercial, Huawei ha enfrentado consecuencias críticas que comprometen incluso su existencia como empresa, el no contar con la tecnología necesaria para desarrollar sus propios smartphones, procesadores móviles, desarrollo de su capa de personalización EMUI, entre otras consecuencias, ha provocado que la empresa cada vez pierda mayor participación de mercado mundial, además su prohibición en varios países del mundo también supone pérdidas económicas para la compañía, al encontrar cada vez mayores obstáculos para continuar funcionando.
La compañía china desde el comienzo del veto se ha esforzado en crear y desarrollar un ecosistema móvil que lo haga independiente de las compañías estadounidenses; ha desarrollado Petal Search, su propio motor de búsquedas, Petal Mail, su cliente de correo electrónico, ha hecho crecer gradualmente su tienda de aplicaciones AppGallery y se encuentra migrando la mayoría de sus dispositivos móviles aún en venta o ya con usuarios a su sistema operativo HarmonyOS. A pesar de ello la empresa continúa registrando pérdidas y agravando su crisis.

## Conspiraciones
Desde el inicio de los ataques del Gobierno de Estados Unidos a Huawei, han surgido diferentes fuentes que señalan que el objetivo principal de Estados Unidos es debilitar a China en su avance tecnológico el cual amenaza la hegemonía mundial estadounidense y dejaría al país norteamericano rezagado en el avance tecnológico en lo que a redes inalámbricas, inteligencia artificial y hasta robótica se refiere. Estas conspiraciones son sustentadas con el hecho de que empresas europeas de países aliados a Estados Unidos como Ericsson y Nokia han confirmado que no pueden generar el volumen de construcción de infraestructuras 5G ni pueden igualar los precios del fabricante chino, por este motivo el gobierno estadounidense ha sugerido que podría financiar a estas empresas para que puedan ofrecer sus soluciones 5G a precios económicos, o alentado a empresas como Apple, Google y AT&T a que desarrollen redes 5G de última generación, a pesar de que Apple no se dedica a la construcción de redes inalámbricas.
Otra razón que han señalado las conspiraciones, es que Estados Unidos desde el inicio de las acusaciones contra Huawei a principios de 2018 no ha demostrado con evidencias que la empresa china participe o coadyuve en tareas de espionaje, robo de información o fraude en favor del gobierno chino.